# Ich freue mich in dir
Ich freue mich in dir (BWV 133) is een religieuze cantate van Johann Sebastian Bach.

## Programma
Deze cantate is geschreven voor de derde kerstdag, ook gedenkdag van de apostel Johannes. Dit muziekstuk weerklonk voor de eerste maal op 27 december 1724 in de Thomaskerk te Leipzig. Deze cantate maakt deel uit van de zogenoemde tweede cantatejaargang met uitvoeringsschema 1724-25. 

Deze cantate behoort tot de zogenoemde Kerstkring van het kerkelijk jaar die loopt van de 1ste Adventszondag tot de 4e zondag na Epifanie of Driekoningen. Daarna start de Paaskring omvattende 50 dagen voor en 50 dagen na Pasen.
Bijbellezingen:
- Hebreeën 1, 1-14: "Jij hebt gerechtigheid liefgehad en wetteloosheid gehaat; daarom heeft Hij jou gezalfd: God, jouw God"
- Johannes 1, 1-10: "Sinds het begin is er het spreken; dat spreken is God nabij. Het spreken is vlees en bloed geworden en heeft bij ons zijn tent opgeslagen; wij hebben zijn glorie aanschouwd"

Voor de gedenkdag van Johannes
- 1 Johannes 1, 1-10: "God is licht, en duisternis is er bij hem helemaal niet"
- Johannes 21, 20-24: "Hij is de leerling die van dit alles getuigt en dit alles heeft beschreven, en wij weten dat zijn getuigenis waar is"

## Tekst
De tekstdichter is niet bekend.
1. Openingskoor: "Ich freue mich in dir"
2. Aria (alt): "Getrost! es faßt ein heilger Leib"
3. Recitatief (tenor): "Ein Adam mag sich voller Schrecken"
4. Aria (sopraan): "Wie lieblich klingt es in den Ohren"
5. Recitatief (bas): "Wohlan, des Todes Furcht und Schmerz"
6. Slotkoraal: "Wohlan, so will ich mich"

## Muzikale bezetting
Hoorn; hobo d'amore 1 en 2; viool 1 en 2; altviool; basso continuo; orgel

## Toelichting

### Algemeen
Op deze derde kerstdag staat Johannes centraal, de apostel die het dichtst bij Jezus stond. Johannes, de ziener met het boek Openbaringen. De aanvang van zijn Evangelie wordt die dag gelezen.

### Bachs muzikale verwerking
Na de uitbundige verklankingen bij Kerstmis worden op de derde kerstdag de pauken en trompetten tot stilte gebracht en beperkt tot strijkers en twee hobo's. 
- In het openingskoor slechts een eenvoudige vierstemmige zetting van "Ich freue mich in dir"
- De sopraanaria drukt de kern uit van deze cantate: "Wie lieblich klingt es in den Ohren..."